# Parti chrétien-social d'Obwald
Pour les articles homonymes, voir Parti chrétien-social.
Ne doit pas être confondu avec Centre gauche - PCS.
Le Parti chrétien-social d'Obwald (en allemand Christlichesolzial Partei Obwalden) est un parti politique suisse.

## Historique
Créé officiellement en 1956, le parti tire ses origines du christianisme social. Dès la création du parti, le parti conservateur populaire (PCC, aujourd'hui le PDC) et le parti chrétien-social, se présentent de façon indépendante aux élections mais siègent dans la même fraction parlementaire cantonale. Au changement de nom du parti conservateur-chrétien social en parti démocrate-chrétien (1957), le PCS devient actif au sein du PCS Suisse du PDC. La fraction commune au PDC-OW et au PCS-OW exista jusqu'en 1982, date à laquelle le PCS-OW constitua sa propre fraction parlementaire au Parlement cantonal du Canton d'Obwald. 
Le Parti chrétien-social d'Obwald (CSP-OW) fait partie du PDC Suisse jusqu'en 2002, tout en étant indépendant du PDC du canton d'Obwald depuis 1982. De 2005 à 2009, le CSP-OW fait partie du Centre gauche - PCS. Depuis, le CSP-OW est totalement indépendant des autres partis (PDC Suisse et PCS Suisse), mais leur ancien conseiller national siégeait dans le groupe PDC.

## Orientation politique
Vu que l'ancien conseiller national du parti était membre du groupe PDC, on peut en déduire que les liens entre les deux partis sur le plan idéologique sont proches, même si le parti se revendique indépendant.
Selon le site internet du parti, "le CSP est basé sur les principes de l'éthique sociale chrétienne, en particulier ceux de solidarité, de justice et de durabilité."

## Mandats
Le parti a eu un siège au Conseil national de 2011 à 2019 avec Karl Vogler.

## Résultats électoraux

### Élections au Conseil national
| Année | Votes | Votes | Députés | Rang         |
| Année | Voix  | %     | Députés | Rang         |
| ----- | ----- | ----- | ------- | ------------ |
| 2011  | 8 896 | 0,37% | 1 / 200 | 9è ex-eaquo  |
| 2015  | 9 911 | 0,40% | 1 / 200 | 10è ex-eaquo |

Le parti ne compte plus de conseiller national depuis 2019.

### Élections au Parlement cantonal
| Année | Votes  | Votes  | Députés | Rang        |
| Année | Voix   | %      | Députés | Rang        |
| ----- | ------ | ------ | ------- | ----------- |
| 1994  |        | 17,80% | 10 / 55 | 3è          |
| 1998  | 16 743 | 20,31% | 10 / 55 | 3è          |
| 2002  | 17 312 | 15,50% | 8 / 55  | 4è          |
| 2006  | 12 733 | 15,31% | 10 / 55 | 3è          |
| 2010  | 15 510 | 14,34% | 8 / 55  | 4è          |
| 2014  | 13 216 | 13,60% | 7 / 55  | 4è          |
| 2018  | 15 036 | 13,00% | 8 / 55  | 3è ex-eaquo |
| 2022  | 10 141 | 9,90%  | 4 / 55  | 5è          |